# Koszalińska Kolej Wąskotorowa

Px48-3901 z pociągiem specjalnym na wjeździe do Manowa

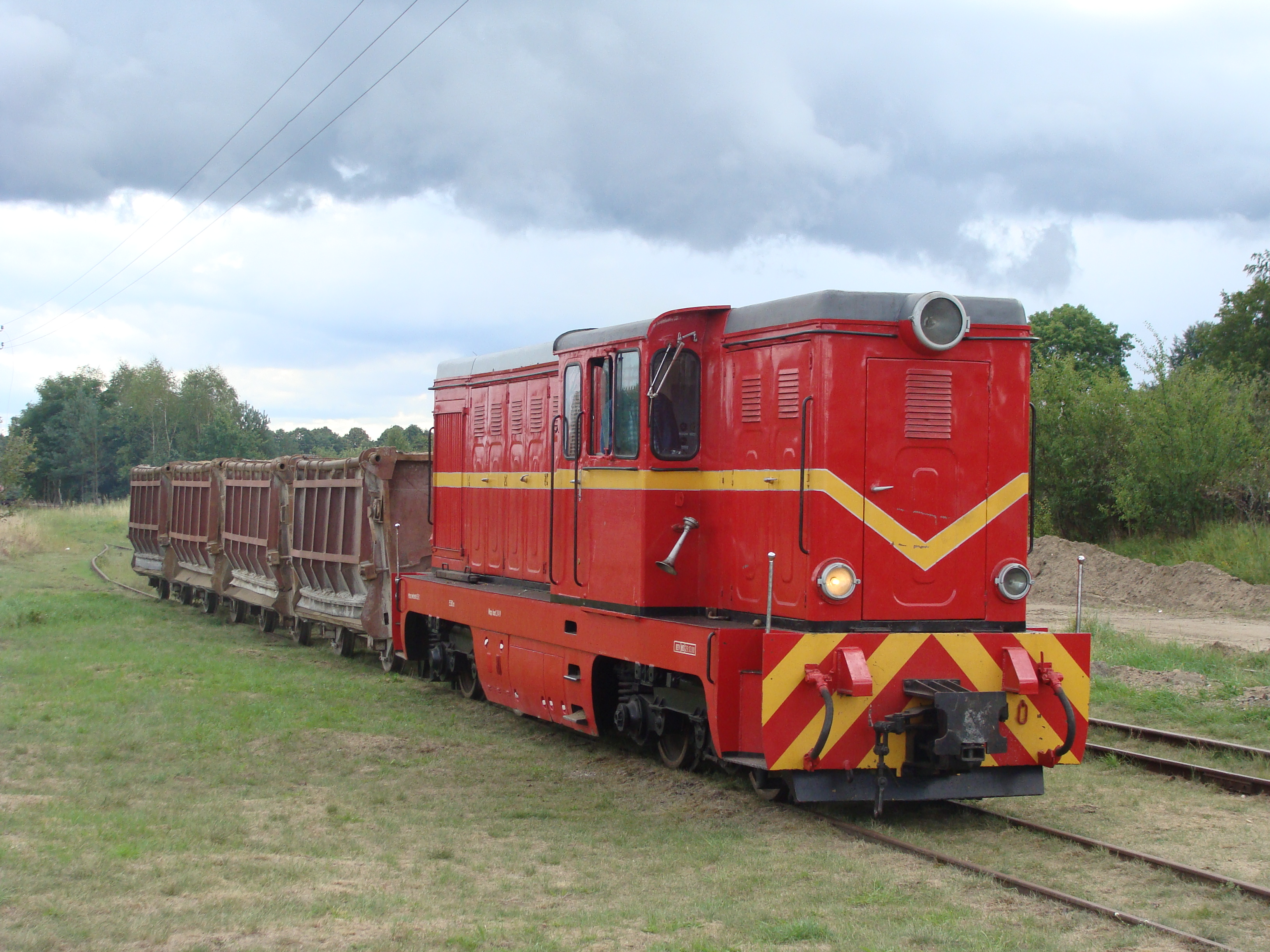
Lxd2 z pociągiem roboczym na stacji w Manowie

Schemat przebiegu torów wąskotorowych przez granice Koszalina z oznaczeniem stacji Koszalin Wąskotorowy.

Koszalińska Kolej Wąskotorowa (niem. Köslin-Belgarder Bahnen) – zabytkowa kolej wąskotorowa położona w województwie zachodniopomorskim, w powiecie koszalińskim i Mieście Koszalin. Prowadzi sezonowy ruch turystyczny w okresie letnim na fragmencie linii kolejowej Koszalin Wąskotorowy – Bobolice Wąskotorowe, użytkując odcinek Koszalin Wąskotorowy – Rosnowo Wąskotorowe. Przewoźnikiem jest Towarzystwo Koszalińskiej Kolei Wąskotorowej.

## Historia

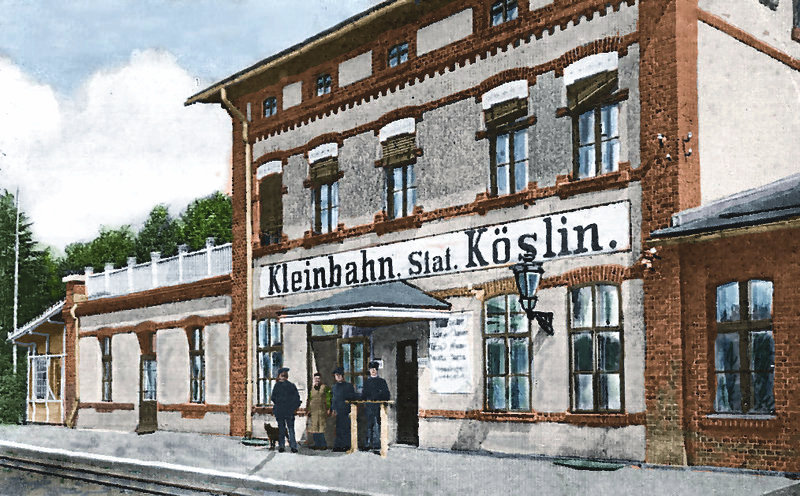
Kösliner Kleinbahnhof – obecnie Koszalin Wąskotorowy, lata 20.

### 1897–1945
W czasach pruskich na terenie powiatu koszalińskiego pojawiła się potrzeba budowy kolei lokalnej. Złej jakości drogi stwarzały coraz większe problemy w transporcie i stanowiły poważne utrudnienie w rozwoju licznych zakładów przemysłowych, takich jak cegielnie czy gorzelnie, oraz większych gospodarstw rolnych i przedsiębiorstw. Transport kolejowy zapewniał wtedy swobodny dowóz materiałów potrzebnych do produkcji, dystrybucję wytwarzanych dóbr, przewóz pracowników i zapewniał komunikację części powiatu koszalińskiego z innymi częściami kraju. Dawało to szansę na ożywienie gospodarcze w regionie. Decyzję o budowie koszalińskiej wąskotorówki podjęto w 1897, jednak koncesję oraz pozwolenie na budowę wydano dopiero 24 maja 1898. Wybrano rozstaw szyn 750 mm, a więc inny od szerokości torów po jakich jeździły inne kolejki Pomorza Zachodniego, co było podyktowane oszczędnościami w eksploatacji lżejszego taboru. 24 maja 1898, w dniu wydania koncesji na budowę i eksploatację koszalińskiej kolei wąskotorowej, powstała Spółka Akcyjna Kolei Wąskotorowej Koszalin – Nacław (AG Kleinbahn Köslin–Natzlaff). Jej głównymi akcjonariuszami był powiat koszaliński oraz fabryka parowozów Krauss z Monachium. To właśnie zakład Krauss dostarczył materiały niezbędne do budowy kolei (podkłady, szyny itd.), oraz tabor trakcyjny (parowozy). 1 listopada tegoż roku uruchomiono przewozy na odcinku Koszalin – Manowo – Nacław (32 km) i wydzierżawiono od Sławieńskiej Kolei Powiatowej odcinek Nacław – Jacinki (7 km). Osiągnięcie dobrych wyników przewozowych zachęciło spółkę do rozbudowy sieci kolei.
W dniu 1 listopada 1905 otwarto kolejny, 34 kilometrowy odcinek Manowo – Świelino – Bobolice, a 2 listopada odcinek Świelino – Białogard liczący 32 kilometry. Po przystąpieniu do spółki powiatu białogardzkiego i bobolickiego postanowiono zmienić nazwę spółki na Spółkę Akcyjną Zjednoczonych Kolei Wąskotorowych Powiatów Koszalin, Bobolice i Białogard (AG der vereinigten Kleinbahnen der Kreise Köslin, Bublitz, Belgard ). 16 września 1909 oddano do użytku nowo zbudowany odcinek Białogard – Rarwino (20 km). Aby umożliwić korzystanie z kolejki mieszkańcom całego regionu (a więc i tym z najdalej położonych wsi) w roku 1927 uruchomiono samochodową komunikację autobusową. W 1932 r., w wyniku reformy administracyjnej w Niemczech zlikwidowano powiat Bobolice. Kolei zmieniła więc nazwę na Koszalińsko-Białogardzka Kolej Wąskotorowa Spółka Akcyjna (Köslin–Bublitz, Belgarder Kleinbahn AG). Dwa lata później, z uwagi na to, iż kolej sławieńska przebudowała odcinek Sławno – Jacinki – Polanów Pom. (43 km) z 750 na 1435 mm (normalnotorowy), wydzierżawiono od Sławieńskiej Kolei Powiatowej odcinek Jacinki – Polanów Pomorski – Żydowo (15 km) i na trasie Jacinki – Polanów Pom. zastosowano splot trzech szyn. Mogły zatem po nich jeździć zarówno pociągi normalnotorowe i wąskotorowe.
Od 1933 roku w wyniku polityki nazistowskiej zarząd kolejki koszalińskiej zaczął tracić swoją niezależność, przesuwając ośrodek decyzyjny w stronę państwa. Dotychczasowy zarząd przedsiębiorstwa, szczególnie po 1935 roku, stanowił w praktyce jedynie organ wykonawczy i administracyjny. Koszalińska Kolej Wąskotorowa miała odtąd obowiązek przynależeć do powołanego w Berlinie państwowego związku zrzeszającego administrację w dziedzinie komunikacji (Reichsverband Deutscher Verkehrsverwaltungen E.V.), skupiającego między innymi prywatne oraz samorządowe linie wąskotorowe, linie tramwajowe i zakładowe, które obsługują przewozy towarowe i osobowe. W tym samym czasie prezydent rejencji koszalińskiej, zgodnie z zarządzeniem Ministra Komunikacji Rzeszy z dnia 13 listopada 1934 roku, zatwierdził na nowo statuty wszystkich podległych sobie kolejek wąskotorowych w rejencji. Podporządkowywanie kolejek wąskotorowych państwu zakończyło się w 1937 roku, kiedy to zostały przejęte przez Deutsche Reichsbahn. Dzięki temu Koleje Niemieckie mogły wykorzystać węzły wąskotorowe na potrzeby wojny. Posunięciu temu towarzyszyło wprowadzenie nowych stawek przewozowych, przy czym wszystkie koleje wąskotorowe w rejencji koszalińskiej zostały przypisane grupom „A” i „B”. Węzeł koszaliński obok węzła kołobrzeskiego, został zakwalifikowany do grupy „A”. Jednocześnie przyjęty w 1937 roku do realizacji plan czteroletni nałożył na kolejkę obowiązek przewozów surowców wtórnych.
Działalność kolejki poddana została ścisłej kontroli państwa, a także ujednolicono z innymi kolejami wąskotorowymi i liniami tramwajowymi Rzeszy zakres świadczonych przez nią usług transportowych. Podporządkowanie kolei wąskotorowych państwu było jednym z elementów gruntowej reformy tej dziedziny komunikacji. Formalnie Okręgowa Dyrekcja Kolei w Szczecinie przejęła kolejki wąskotorowe z Pomorza Zachodniego dopiero z dniem 1 czerwca 1938 roku. Tego też dnia została podpisana odpowiednia umowa pomiędzy prezydentem rejencji koszalińskiej (reprezentującym rząd) a zarządem towarzystwa. Jeszcze dłużej trwało formalne zerwanie z wykorzystywaniem kolei wąskotorowych jako środka pracującego na spłatę odszkodowań wojennych z lat 1914–1918, co nastąpiło w dniu 4 lipca 1939 roku i co ostatecznie zakończyło proces całkowitego podporządkowania kolei wąskotorowych państwu. Taka organizacja pracy kolejek wąskotorowych przetrwała aż do 1945 roku. Kolejka wąskotorowa spełniła jeszcze jedną ważną rolę w 1945 roku, kiedy to – podobnie jak inne koleje wąskotorowe na Pomorzu Zachodnim – przewoziła uciekinierów do punktów zbiorczych do momentu, kiedy najważniejsze punkty węzła koszalińskiego, to jest Koszalin, Białogard i Bobolice, zostały zajęte przez Armię Czerwoną i dopóki nie przestały pośrednio dostarczać uchodźców do portu w Kołobrzegu. Rok 1945 okazał się dla koszalińskiej wąskotorówki ostatnim. Wkraczająca na te tereny Armia Czerwona dokonała całkowitego demontażu torowisk oraz wywiozła do ZSRR cały tabor.

### 1945-2001
11 kwietnia 1946 roku na mocy rozporządzenia Rady Ministrów wszystkie linie kolejowe przejęły Polskie Koleje Państwowe. Rok później, prawdopodobnie pod naciskiem wojska, które zaplanowało budowę lotniska w Zegrzu Pomorskim, zapadła decyzja o odbudowie koszalińskiej kolei wąskotorowej. Wąskotorówka miała najpierw dowozić materiały niezbędne do budowy lotniska, a następnie paliwo do samolotów oraz opał do ogrzewania jednostki.
Pierwszy pociąg trasą Koszalin – Świelino – Bobolice (46 km) przejechał 1 lipca 1948. Po odbudowie torów do Kurozwęcza przystąpiono do budowy dużej stacji (trzecia co do wielkości na Koszalińskiej KD) i 5 km bocznicy na lotnisko. Do obsługi koszalińskiej KD zostali zaś wydelegowani maszyniści z poznańskiej kolei wąskotorowej. Budowa natomiast, nieistniejącego do 1945, odcinka Rarwino – Lepino (6 km) umożliwiała podróżowanie pociągami wąskotorowymi z Koszalina do Kołobrzegu, Stargardu, a nawet nad Zalew Szczeciński. Podstawowym warunkiem była jednak konieczność zmiany szerokości torów z 750 na 1000 mm. Taką bowiem szerokość miały tory pozostałych kolejek na Pomorzu Zachodnim. Po połączeniu wszystkich kolei wąskotorowych na Pomorzu, w dniu 1 maja 1949 zniesiono dwa Zarządy kolei w Gryficach i Stargardzie (w Koszalinie nie stworzono takiego zarządu) i nadano im wspólną nazwę Pomorskie Koleje Dojazdowe (PKD).

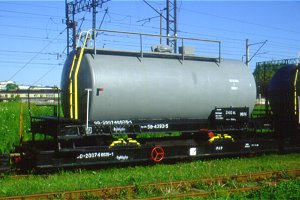
Cysterna z paliwem lotniczym na stacji Koszalin Wąskotorowy, lata 90.

W 1951 PKD uruchomiły linię Świelino – Białogard (32 km), a 1952 Białogard – Rarwino – Lepino – Sławoborze (30 km). Jedynym nieodbudowanym odcinkiem pozostała 42-kilometrowa trasa na odcinku Manowo – Polanów Pomorski – Żydowo.
Największe przewozy na koszalińskiej wąskotorówce, osiągające 500 tys. osób i 200 tys. ton towarów, odnotowano w latach 50. W latach kolejnych ich poziom jednak wyraźnie spadał. Transportowano płody rolne i nawozy, ale głównym przeznaczeniem kolejki było zaopatrzenie lotniska w Zegrzu. W tym celu w Koszalinie zbudowano specjalną przelewnię paliwa lotniczego z wagonów normalnotorowych na wąskotorowe. Swoje bocznice miała np. też węglowa kotłownia w Rosnowie i tartak w Sławoborzu. Do lat 80. XX w. ruch towarowy w sezonie zbiorów wciąż odbywał się całodobowo. Najniższe przewozy odnotowano w latach 90. XX w. Rozpoczął się wówczas proces sukcesywnego wstrzymywania ruchu pociągów osobowych na poszczególnych odcinkach. W roku 1984 zamknięto linię Świelino – Bobolice (16 km). W roku 1991, po wykolejeniu się pociągu towarowego spowodowanego złym stanem technicznym torowiska, wstrzymano przewozy towarowe na linii Białogard – Sławoborze. Na przełomie lat 80. i 90. XX w. jednolita do tej pory sieć PKD rozpadła się na trzy odrębne koleje: Koszalińską KD z siedzibą w Koszalinie, Gryficką KD z siedzibą w Gryficach oraz Stargardzką KD z siedzibą w Stargardzie. W 1992 wstrzymano przewozy pasażerskie na trasie Białogard – Sławoborze (30 km) oraz zlikwidowano lokomotywownię w Białogardzie.
W 1995 roku w Koszalinie założono Stowarzyszenie Przyjaciół Kolejki Wąskotorowej. Stowarzyszenie to organizowało wiele imprez dla turystów i koszalinian (pierwszy dzień wiosny, Dzień Dziecka itp.). Wielkim sukcesem tego stowarzyszenia było wpisanie kolejki do rejestru zabytków, jednak udało się wpisać tylko linię Koszalin – Świelino, obiekty inżynieryjne na tej linii oraz dwa pługi odśnieżające z Koszalina. Na więcej nie pozwolił wojewódzki konserwator ze Szczecina. Wpisu dokonano w roku 2000 i od tego czasu ta część linii jest chroniona przed rozbiórką (nie można zorganizować przetargu i rozebrać trasy). Koszalińska kolejka stała się w tych latach swoistą weekendowo-letnią atrakcją dla mieszkańców miasta. 30 września 1996 zamknięto także odcinek Świelino – Białogard (32 km).
W sezonie letnim 2000 roku od czerwca do końca sierpnia skorzystało z niej 12 tys. pasażerów, jednak utrzymanie kolejki w tym roku kosztowało PKP 1,5 mln złotych. W 2001 linia Koszalin-Świelino (30 km) została skrócona o 10 km, a do końcowej stacji Rosnowo kolejka dojeżdżała jedynie w okresie wakacji. Pozostawiono tylko jeden kurs dziennie – z Koszalina o godz. 10:00 – i powrotny do Koszalina z Rosnowa o godz. 14:25. 17 września 2001 w swoją ostatnią trasę wyjechał pociąg towarowy do lotniska, a 22 września ustało połączenie na odcinku Świelino – Koszalin. Ostatecznie Koszalińska Kolej Wąskotorowa została zamknięta 1 października 2001 roku, a stowarzyszenie zawiesiło swoją działalność. Wkrótce potem cały zgromadzony na kolejce tabor został wywieziony lub rozkradziony w stopniu całkowicie uniemożliwiającym jego użytkowanie. Szczególnie brzemienne w skutkach były kradzieże torów. W ten sposób prawie cały szlak za Manowem, poza krótkim odcinkiem w Rosnowie, został zniszczony całkowicie.

### Od 2005

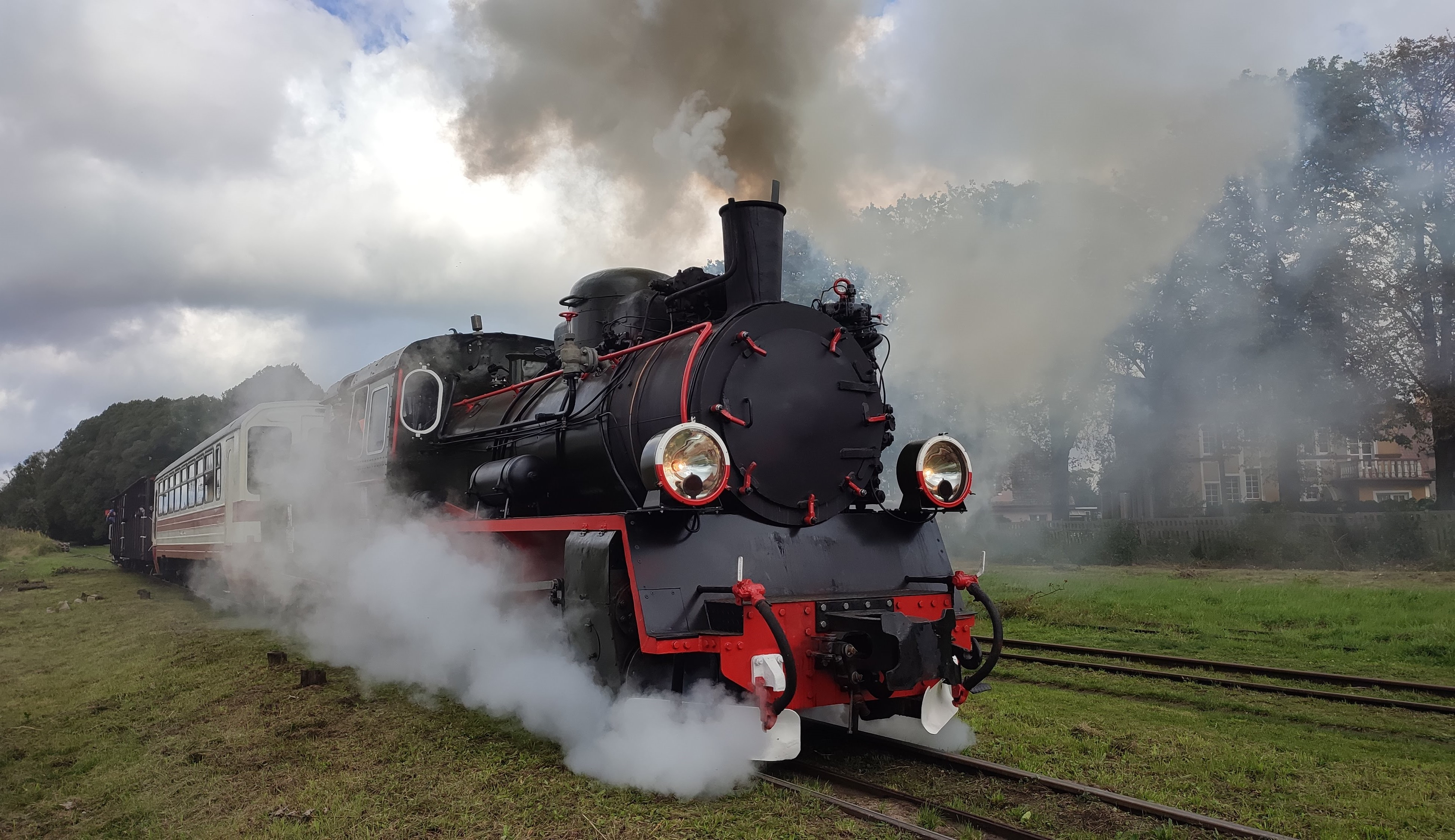
Px48-3901 rusza z pierwszym pociągiem pasażerskim ze stacji Koszalin Wąskotorowy w 2021 roku

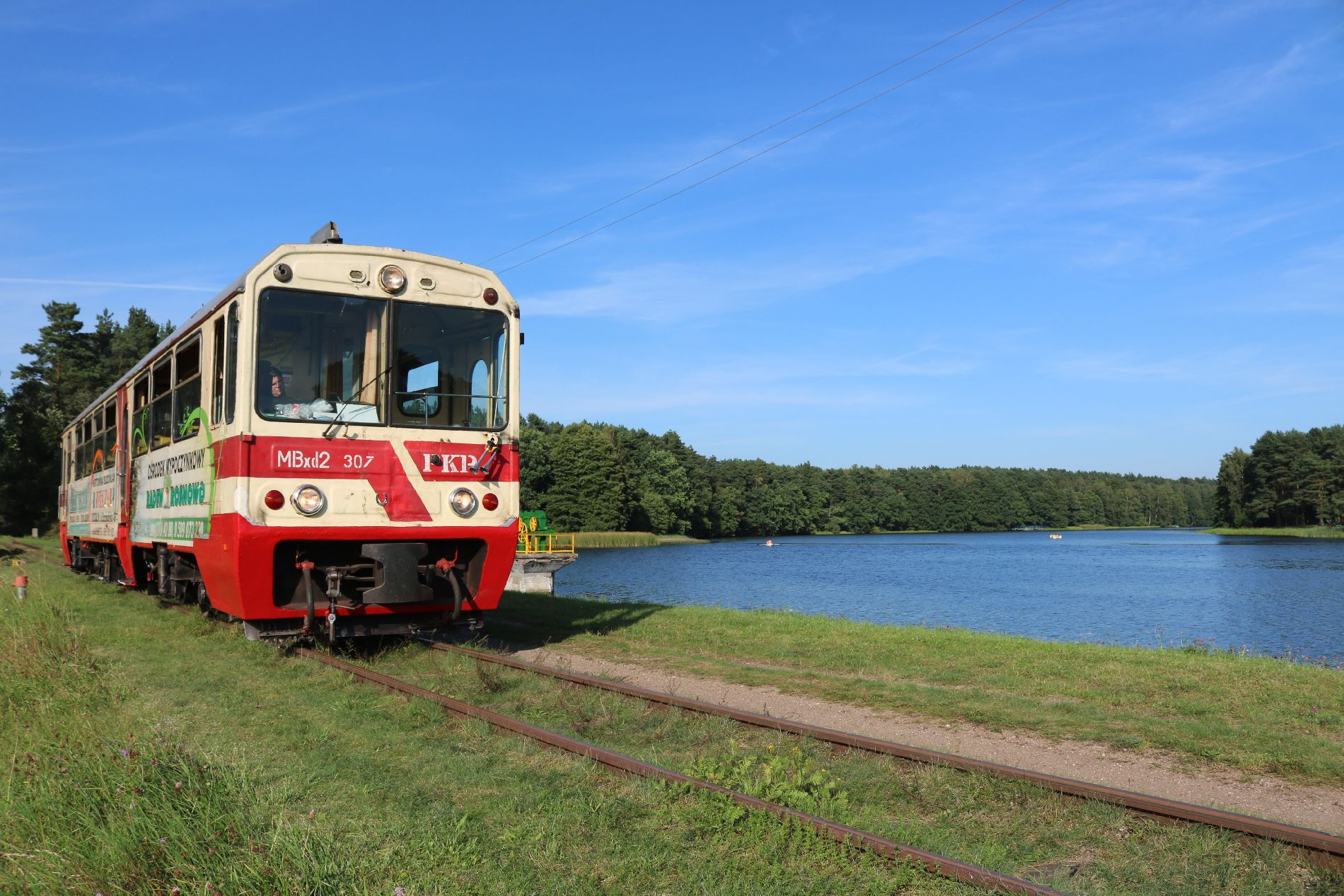
MBxd2-307 z pociągiem pasażerskim na koronie zapory elektrowni w Rosnowie, 2016 rok

7 listopada 2005 powstało Towarzystwo Koszalińskiej Kolei Wąskotorowej. Jego podstawowym celem było uratowanie od zniszczenia i doprowadzenie do ponownego uruchomienia wąskotorówki, jednak nie miało związków z poprzednim stowarzyszeniem.
W tym samym roku członkowie towarzystwa rozpoczęli prace społeczne na terenie lokomotywowni stacji Koszalin Wąskotorowy oraz na szlaku kolei do Rosnowa. Pierwsze dwa lata funkcjonowania stowarzyszenie skupiało się za zabezpieczeniu zdewastowanego zaplecza technicznego oraz udrożnieniu linii kolejowej na odcinku Koszalin – Manowo. Przełomowym rokiem w funkcjonowaniu kolejki był rok 2008. Do budynku lokomotywowni podłączony został prąd, zainstalowany został elektroniczny system ochrony mienia oraz inne potrzebne do funkcjonowania media. W tym samym roku w maju odbył się pierwszy transport taboru z Dobrej Nowogardzkiej do Koszalina. Przywieziony został wagon motorowy Mbxd2-307.
Po zakończeniu naprawy wagonu motorowego towarzystwo prowadziło ruch technologiczny, którego celem było przywrócenie sprawności technicznej linii Koszalin – Bonin. 13 września odbył się pierwszy festyn na przystanku w Boninie, tydzień później pociąg pierwszy raz po 5 latach wjechał na stację w Manowie. Głównym celem jednak była odbudowa torowiska do Rosnowa. Na początku 2009 rozpoczęły się przygotowania do odbudowy 4 km odcinka Manowo – Rosnowo. W międzyczasie zorganizowany został drugi transport taboru do Koszalina. Tym razem była to lokomotywa Lxd2-476, wagon barowy BTxhi, wagon Bxhpi, wagon letni oraz dwa brankardy.
Od 2009 towarzystwo rozpoczęło regularny ruch turystyczny w okresie letnim na trasie Koszalin Wąskotorowy – Manowo oraz wynajem pociągów na zamówienie. W 2013 do Koszalina trafiły również lokomotywy Lxd2-475 z Dobrej Nowogardzkiej oraz Lyd2-05 z Cementowni Odra, wraz z czterema samowyładowczymi wagonami na kruszywo. Wagony te były wykorzystywane do odbudowy toru do Rosnowa. 8 listopada 2014 wkręcono ostatnie śruby w odbudowywanym torze, a 22 listopada 2014 pierwszy pociąg techniczny (drezyna Wmc) dojechał do stacji Rosnowo Wąskotorowe. Ruch planowy do tej miejscowości wznowiono jednak dopiero 26 czerwca 2016 roku. Uruchomienie rozkładowych pociągów do tej miejscowości letniskowej spowodowało, że w 2016 z wakacyjnych kursów skorzystało 3200 pasażerów, czyli o 50% więcej niż rok wcześniej.
W 2018 wybrano wykonawcę naprawy głównej parowozu Px48-3901, sfinansowanej ze środków koszalińskiego budżetu obywatelskiego. Parowóz ten, stanowiący własność Muzeum Narodowego w Szczecinie, po wycofaniu z eksploatacji w 1996 znalazł się w skansenie w Gryficach, a w 2019 r. został nieodpłatnie użyczony Towarzystwu Koszalińskiej Kolei Wąskotorowej. 25 września 2021 zainaugurowano przewozy z wykorzystaniem tej lokomotywy.
W maju 2019 r. wydarzył się wypadek z udziałem składu wąskotorowego. W okolicy przejazdu kolejowo-drogowego przy ul. Kamieniarskiej w rejonie Cmentarza Komunalnego doszło do zdarzenia, w wyniku którego potrącony przez lokomotywę mężczyzna zginął na miejscu. Osoby podróżujące kolejką nie zostały poszkodowane. Do kolejnego wypadku doszło 11 sierpnia 2022 roku, kiedy samochód na przejeździe kolejowo–drogowym w ciągu drogi wojewódzkiej 168 uderzył w pociąg doprowadzając do wykolejenia parowozu, przy czym kierowczyni doznała niewielkich obrażeń. Dzięki dotacjom rządowym oraz wsparciu finansowemu Funduszy Europejskich dla Pomorza Zachodniego, w 2024 roku przeprowadzono remont kapitalny toru o długości 700 metrów pomiędzy Manowem a Rosnowem.
W 2022 roku przewieziono 17 095 pasażerów, co było najlepszym wynikiem od czasów reaktywacji kolei. W 2023 roku przewieziono zaś 21,3 tysiąca pasażerów.
| Rok  | Liczba pasażerów |
| ---- | ---------------- |
| 2013 | 12,0 tys.        |
| 2014 | 10,0 tys.        |
| 2015 | 10,0 tys.        |
| 2016 | 10,0 tys.        |
| 2017 | 12,0 tys.        |
| 2018 | 13,7 tys.        |
| 2019 | 13,3 tys.        |
| 2020 | 9,0              |
| 2021 | 13,1 tys.        |
| 2022 | 17,1 tys.        |
| 2023 | 21,3 tys.        |
| 2024 | 17,4 tys.        |

## Linie i stacje
Stacje na liniach Koszalińskiej KW
| km                            | polska nazwa        | niemiecka nazwa                                     |
| linia Koszalin Wąsk. – Nacław |                     |                                                     |
| 0,0                           | Koszalin Wąsk.      | Köslin Kleinbahnhof / Ldb.                          |
| 1,8                           | Koszalin Podgórze   | Köslin Gasanstalt                                   |
| 3,0                           | Koszalin Żalno      | Köslin Friedhof                                     |
| 4,5                           | Kretomino           | Krettmin                                            |
| 8,6                           | Bonin               | Bonin                                               |
| 11,7                          | Manowo              | Manow                                               |
| 12,5                          | Manowo Majątek      | Manow Gutsweiche                                    |
| 16,6                          | Wyszewo             | Seidel                                              |
| 18,8                          | Smogorzewice        | Leopoldshöhe                                        |
| 23,1                          | Wiewiórowo          | Viverow                                             |
| 26,9                          | Kościernica Łącznia | Kösternitz Anschluß                                 |
| 27,6                          | Kościernica Wąsk.   | Kösternitz                                          |
| 32,3                          | Nacław              | Natzlaff                                            |
| linia Manowo – Bobolice Wąsk. |                     |                                                     |
| 0,0                           | Manowo              | Manow                                               |
| 3,0                           | Przybyradz          | Finkenborn                                          |
| 4,9                           | Żabowa              | Wilhelmstal (Kr. Köslin)                            |
| 6,6                           | Zacisze             | Grünhof                                             |
| 7,9                           | Rosnowo Wąsk.       | Roßnow                                              |
| 9,3                           | Gniewice            | Hirschfelde (Kr. Köslin)                            |
| 10,2                          | Kurozwęcz           | Kursewanz                                           |
| 13,4                          | Krępica             | Crampe (Kr.Bublitz), Krampe (Kr. Köslin)            |
| 14,4                          | Krępa Koszalińska   | Crampe Dorf (Kr. Bublitz), Krampe Dorf (Kr. Köslin) |
| 17,0 0,0                      | Świelino            | Schwellin                                           |
| 3,6                           | Bożniewice          | Hufenberg                                           |
| 7,2                           | Dobrociechy         | Dubbertech                                          |
| 10,8                          | Głodowa Koszalińska | Goldbeck Haltestelle, Goldbeck (Kr. Köslin)         |
| 11,8                          | Głodowiec           | Goldbeck Haltepunkt                                 |
| 16,9                          | Bobolice Wąsk.      | Bublitz Ldb.                                        |